# 萨姆·费里斯
萨姆·费里斯（英語：Sam Ferris，1900年8月29日—1980年3月21日），英国男子田径运动员。他曾代表英国参加1924年、1928年和1932年夏季奥林匹克运动会田径比赛，其中1932年奥运会获得一枚银牌。